# Secagem por atomização

Secador spray-dryer de escala laboratorial.
A=entrada solução ou suspensão a ser secada, B=entrada de gás de atomização, 1=entrada de gás de secagem, 2=aquecimento de gás de secagem, 3=atomização da solução ou suspensão, 4=câmara de secagem, 5=parte entre a câmara de secagem e ciclone, 6=Ciclone, 7=gás de secagem é retirado, 8=vasos de produto, as setas significam que é co-corrente do spraydryer

A secagem por atomização, secagem por pulverização, secagem por aspersão, ou ainda, como popularmente conhecida no meio da indústria pelo termo em inglês, spray drying, sendo o equipamento típico chamado de spray dryer, é um método de produção de pó seco a partir de um líquido ou suspensão por secagem rápida com um gás quente. Este é o método preferido de secagem de diversos materiais termicamente sensíveis, tais como alimentos e produtos farmacêuticos. Uma distribuição de tamanho de partículas consistentes é uma razão para a secagem por pulverização de alguns produtos industriais, tais como catalisadores. O ar é o meio de secagem aquecido, no entanto, se o líquido é um solvente inflamável tal como o etanol ou o produto é sensível ao oxigênio, consequentemente, é utilizado nitrogênio.
Todo equipamento de secagem por atomização usam algum tipo de atomizador ou bico de pulverização dispersando o liquido ou pasta em uma atomização (spray) com o tamanho de gotas controlado. O mais comum deles são os de disco de bicos rotativo formando um redemoinho de alta pressão de líquido único. Atomizadores em discos (rodas) são conhecidos por fornecer uma distribuição de tamanho de partícula mais ampla, mas ambos os métodos permitem uma distribuição consistente de tamanho de partícula. Alternativamente, para algumas aplicações são utilizadas bicos de dois fluidos ou ultra-sônicos. Dependendo das necessidades de processo, tamanhos de gota de 10 a 500 µm podem ser conseguido com as escolhas apropriadas. As aplicações mais comuns são no intervalo de diâmetro de 100 a 200 µm. O pó seco é muitas vezes de escoamento livre.
O tipo mais comum de secadores por atomização são chamados de secadores de efeito único. Existe uma única fonte de ar de secagem no topo da câmara. Na maioria dos casos, o ar é soprado na mesma direção que o líquido pulverizado (em co-corrente). Um pó fino é produzido, mas ele pode ter fraca fluidez e produzir uma grande quantidade de poeiras volantes. Para superar a poeira e fraca fluidez do pó, uma nova geração de secadores por atomização chamados secadores de efeito múltiplo tem sido produzida. Em vez da secagem do líquido em uma fase, a secagem é feita através de dois passos: o primeiro na parte superior (como nos secadores por efeito único) e o segundo com um leito estático integrado na parte inferior da câmara. O leito proporciona um ambiente úmido que faz com que as partículas menores aglutinem-se, produzindo tamanhos de partículas mais uniformes, geralmente dentro da gama de 100 a 300 µm. Estes pós são de fluxo livre, devido ao tamanho de partícula maior.
Os pós finos gerados pela primeira fase de secagem podem ser reciclados em fluxo contínuo, quer na parte superior da câmara (próximo ao líquido pulverizado) ou na parte inferior, no interior do leito fluidizado integrado. A secagem do pó pode ser finalizada em um leito fluidizado de vibração externa.
O gás quente de secagem pode ser transmitido como uma co-corrente, no mesmo sentido que do líquido pulverizado, ou em contra-corrente, em que o ar quente flui contra o fluxo a partir do atomizador. Com o fluxo de co-corrente, as partículas passam menos tempo no sistema e no separador de partículas (tipicamente um dispositivo do tipo ciclone). Com fluxo em contra-corrente, as partículas passam mais tempo no sistema e o sistema é geralmente combinado com um sistema de leito fluidizado. O fluxo em co-corrente, em geral, permite que o sistema opere de forma mais eficiente.
Alternativas a secadores por atomização incluem:
1. Liofilização: Um processo por batelada mais caro para produtos que degradam na secagem por pulverização. O produto seco não é de fluxo livre.
2. Secagem em tambor rotativo: Um processo contínuo mais barato para produtos de baixo valor; cria flocos em vez de pó solto.
3. Secagem por combustão de pulso: Um processo contínuo menos dispendioso que pode lidar com viscosidades mais elevadas e de carga de sólidos que um secador por pulverização, e que, por vezes, dá um pó da qualidade da liofilização, que é de fluxo livre.